# Tate
Tate är ett nätverk bestående av fem konstmuseer i Storbritannien: Tate Britain (1897), Tate Liverpool (1988), Tate St Ives (1993), Tate Modern (2000) och den kompletterande Internet-baserade Tate Online (1998). 
Det ursprungliga Tate Gallery, som idag heter Tate Britain, ligger på Millbank i Westminster, London och grundades av Henry Tate för pengar han hade tjänat på sina sockerbruk. Det började som en samling av brittisk konst, med fokus på modern konst, vilket när det öppnades år 1897 innebar viktorianska konstnärer.  Det har utökat sin samling till att omfatta även utländsk konst och att tidsramen för den brittiska samlingen utökats så att den sträcker sig från 1500-talet till idag. 
Alla museerna i nätverket delar en enda samling. Den brittiska och den moderna samlingen har sedan år 2000 separerats mellan respektive Tate Britain och Tate Modern. De andra museerna har verk från olika länder och konstperioder.

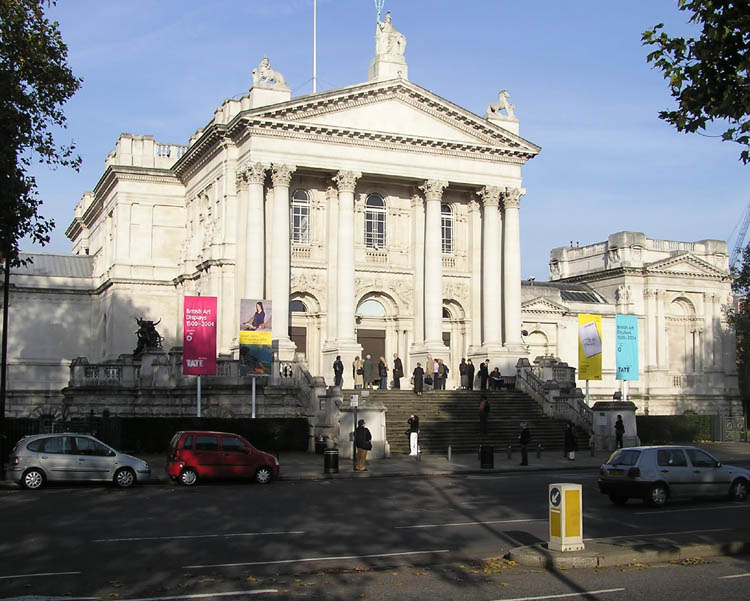
Tate Britain
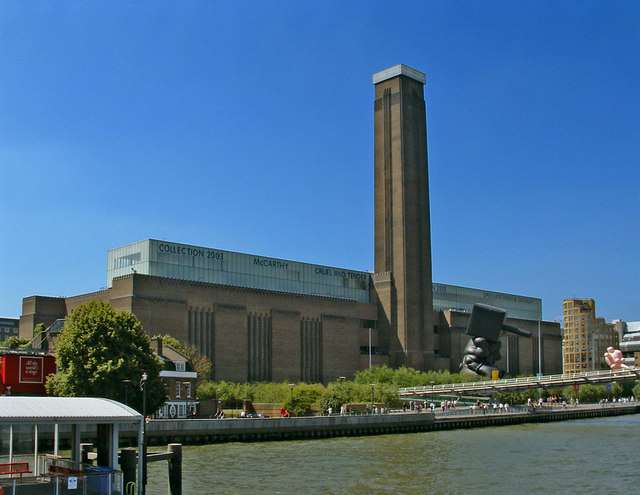
Tate Modern
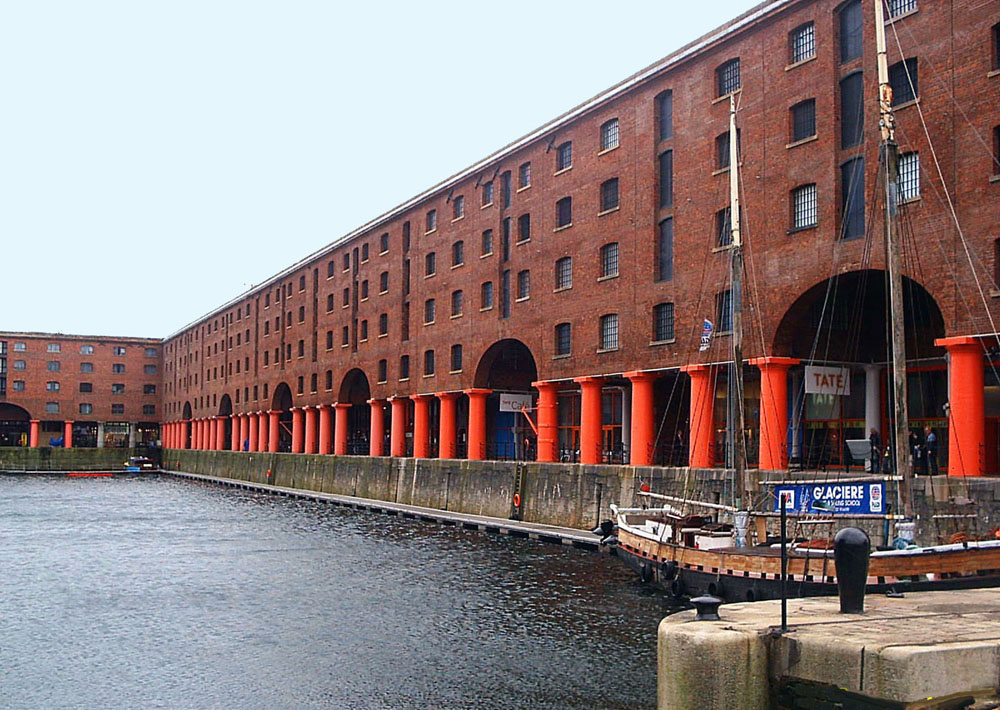
Tate Liverpool
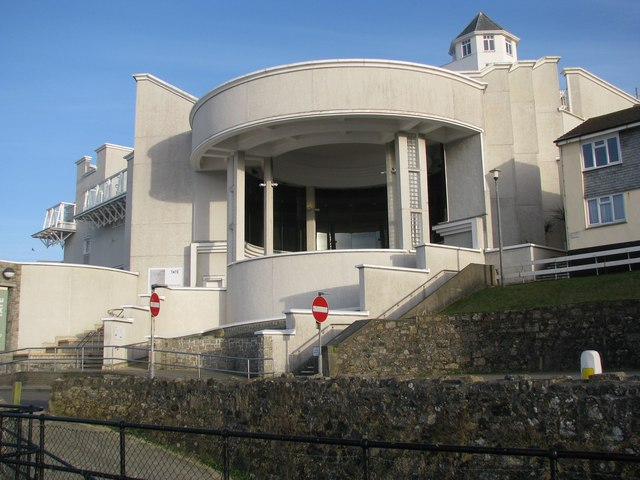
Tate St Ives